# نوغي
نوغي (野木町 Nogi-machi) هي مدينة يابانية تقع في محافظة توتشيغي. وحسب إحصاء مايو 2015 وصل عدد السكان إلى 25,331, والكثافة السكانية إلى 837 نسمة لكل كم². والمساحة الإجمالية 30.26 كم².

## البلديات المحيطة
- محافظة توتشيغي
  - أوياما
  - توتشيغي
- محافظة إيباراكي
  - كوغا

## وصلات خارجية
- الموقع الرسمي باللغة اليابانية.